# フューチュリティステークス (アメリカ合衆国)
フューチュリティステークス（Futurity Stakes）は、アメリカ合衆国ニューヨーク州のベルモントパーク競馬場で開催されている重賞である。
1888年の創設以来長い間アメリカを代表する2歳戦だったが、近年はその価値を他に譲った。
各地に「フューチュリティ」とつく後発競走があることから、これらと区別してベルモントフューチュリティ（The Belmont Futurity）と通称されている。

## 概要
一般に、競走名に「フューチュリティ」とつく競走は2歳馬限定戦である。本競走はそのルーツとなった存在で、100年以上の歴史を持っている。本競走は、1888年にアメリカ史上最高賞金の競走「フューチュリティ（Futurity）」として創設され、長い間アメリカ国内で最も賞金の多い競走の一つだった。秋のニューヨークで開催され、野球のワールドシリーズなどと並んでスポーツのビッグイベントとして認知されてきた。少なくとも19世紀から20世紀前半までは、全米の競馬関係者の目標の競走の一つだった。
エイブラム・S・ヒューイットは著書「名馬の生産」の前書きにて、長距離が重視されていたアメリカ競馬をフューチュリティステークスがスピードと早熟性が重視されるようにしたということを指摘している。
歴代の勝馬には、ドミノ、コリン、スウィープ、マンノウォー、トップフライト、メノウ、トムフール、ネイティヴダンサー、ナシュア、ボールドルーラー、ネヴァーベンド、ボールドラッド、セクレタリアト、アファームド、ホーリーブル、マライアズモン、などのアメリカの歴史的名馬が名を連ねている。
ヨーロッパや日本とは違い、アメリカでは2歳戦の価値が高く、特に生産者による注目度が高いが、そうした風土を決定づけたのがこのフューチュリティステークスの創設だとの指摘もある。
本競走は2歳戦のシーズン後半に行われる高額賞金競走で、10月のシャンペンステークスと並んで、東海岸の2歳馬の目標となる競走と位置づけられており、1973年にグレード制が導入されたときには最高格のG1に認定された。1984年に、より高額で全米の2歳馬の目標となるべく創設されたブリーダーズカップ・ジュヴェナイルが11月に登場すると、その重要なステップレースと位置づけられるようになった。2004年にG2に降格したものの、引き続き、アメリカ東海岸地区の2歳有力馬は、9月の本競走、10月のシャンペンステークスをステップにブリーダーズカップ・ジュヴェナイルやロスアラミトスフューチュリティ（2013年まではハリウッドフューチュリティ）を目指すのが常道とされる。
2018年より芝6ハロンの競走に変更されるとともに、この年から新設されるブリーダーズカップ・ジュヴェナイルターフスプリントのステップレースに位置付けされる。
しばしば単に「フューチュリティ（Futurity）」と表記される。

## 歴史

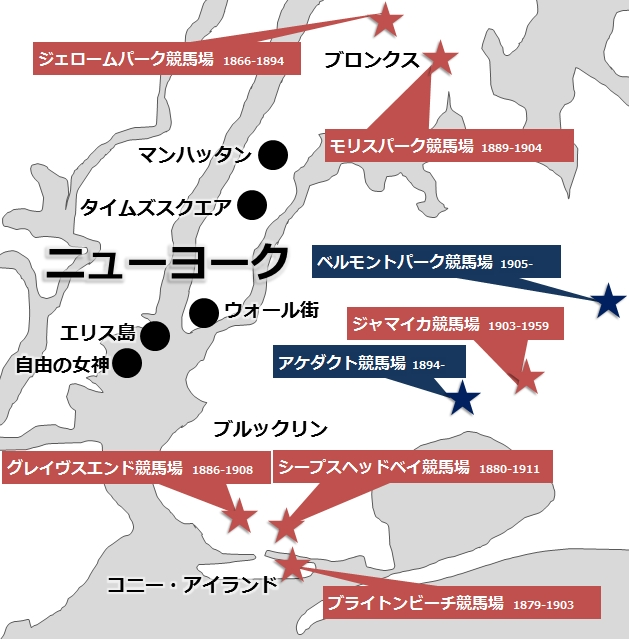
ニューヨークシティの競馬場

南北戦争が終わり、アメリカ東海岸が競馬の中心地であった時代に設立された。設立当時のアメリカの主流に反して、2歳の若馬による短距離線だったが、アメリカ史上最高の賞金を出すことでアメリカ競馬を代表する競走になった。この競走の成功によって、アメリカ競馬が2歳戦に傾倒する流れを生み出した。
競馬禁止法時代に低迷したが、解禁後は復活し、第二次世界大戦前後には絶頂期を迎えた。この競走に勝つことはその年の2歳チャンピオンになるのに等しかった。
1970年代から80年代の競馬ブームの中で後発の2歳戦にその座を奪われ、徐々にチャンピオン決定戦の地位を失っていったが、ブリーダーズカップ創設によってそれが決定的になった。2004年にはG2に転落した。

### 創設

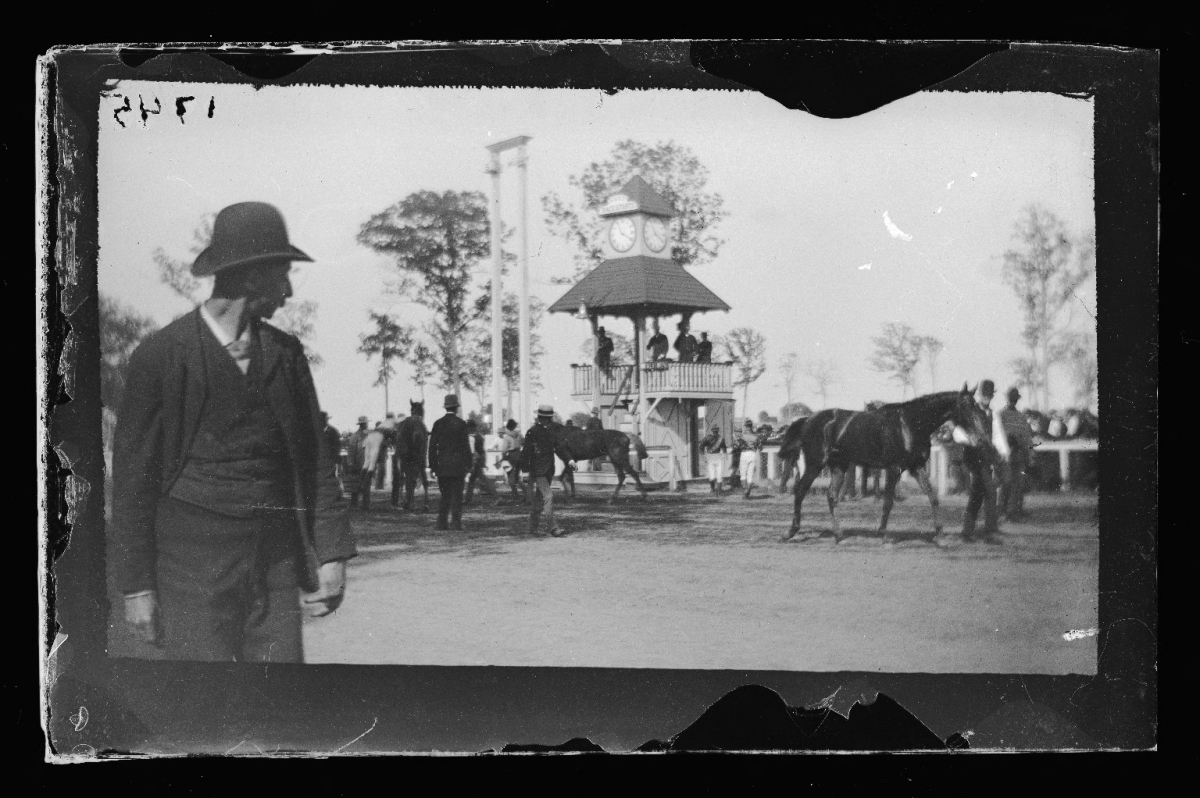
19世紀終わり頃のシープスヘッドベイ競馬場

南北戦争が起きる前のアメリカでは、古馬（4歳以上の馬）による長距離戦が盛んだった。イギリスでは50年か100年前に廃れたような、4マイル（約6.4キロメートル）の競走やヒート戦によって、強い負荷のもとでスタミナを発揮することがよしとされてきた。イギリスでは2歳や3歳馬による、1マイル（約1609メートル）や1マイル半（約2414メートル）の短い距離の競走が主流になっていったが、アメリカ人はこうした傾向を侮蔑していた。
1861年に始まった南北戦争によって、盛んに競馬を行っていたアメリカ南部は荒廃して競馬どころではなくなった。その結果、人、馬、カネといった競馬の資源が北部に集中するようになった。まだ戦争中の1863年頃からはニューヨーク近郊で次々と新しい競馬場が興されていった。これらが人気になるにつれ、より便利で、より新しい競馬場が作られるようになった。ニューヨーク界隈では事業家たちが競馬場を立ち上げ、目玉競走を創設して客の奪い合いをしていた。
1880年に、ニューヨークのビジネスマンたちによって、ブルックリンの南岸のシープスヘッドベイにシープスヘッドベイ競馬場が建設された。彼らは1884年にこの競馬場での最初の大きな重賞としてサバーバンハンデキャップを創設した。続いて計画された大競走が、フューチュリティ（Futurity）（フューチュリティステークス Futurity Stakes）である。
事業家中心となっていたアメリカ競馬では実利を優先していたこともあり、早期に資金を回収できるレースの需要が高かった。しかし、イギリスでは2歳馬による競馬は1780年代から本格的に行われるようになっていた一方で、古馬による長距離競走に傾倒していたアメリカ競馬にとって、2歳馬による競馬はかなり遅れていた。

#### 空前の高額賞金の“フューチュリティ”
この新競走を考案したのがシープスヘッドベイ競馬場の経営者、ジェームズ・G・K・ローレンスだった。この競走に出走を希望するものは、予め仔馬が誕生するよりも前に、登録料を支払ってこの競走に予備登録を行う。1歳の夏に2度めの予備登録があり、競走の直前に最終の登録を行う。登録の度に登録料を支払う。第1回の場合、仔馬が誕生する前の1865年にまず25ドルを支払って登録をする。この時は752頭の登録があった。1866年に生まれた仔馬が1歳になった1867年の7月15日までに2度めの登録を行い50ドルを支払う。出走前の最終登録では250ドルを支払う。こうして集められた資金が史上空前の賞金の大半を賄うことになる。このほかにコニーアイランド競馬会が1万ドルを拠出し、賞金の総額はざっと5万ドルに達した。優勝馬に与えられる賞金だけでも4万ドル以上になった。
この額は、アメリカ競馬史上最高賞金額となった。たとえばこの頃始まっていたベルモントステークスの賞金は1着1万ドルほどだったし、たいていのステークス競走の1着賞金は数百ドルから1000ドル程度だった。これらに比べると、フューチュリティの賞金は“天文学的な”高額だった。
このように、“将来（フューチュリティ）”生まれてくる仔馬のために投資をすることから、この大競走は「フューチュリティ」と命名された。

#### 第1回フューチュリティ
第1回フューチュリティの開催は、1888年のレイバー・デイ（9月の第一月曜日）である9月3日に行われた。競馬場があるコニーアイランドには全米から未曾有の4万5000人の大観衆が押し寄せ、ブックメーカーたちの売上は100万から150万ドルに達した。当時のニューヨーク・タイムズは、サンドイッチが18000食売れたとか、クラムチャウダーが500ガロン売れたとか、ソーダが600箱も売れた等と伝えている。競走は4分の3マイル（約1200メートル）で行われ、最終登録に残った19頭のうち14頭が出走した。
全米から集まった2歳馬のなかで、単勝1番人気となったのがケンタッキーから来たスプリンターのプロクターノット（Proctor Knott）で、1.2倍の大本命となった。プロクターノットは8月11日にモンマス競馬場で行われたジュニアチャンピオンステークスに勝ち、2歳馬の頂点に立っていた。
フューチュリティ競走の前、馬主のもとへ、プロクターノットを3万ドルで購入したいという申し出があった。ゴールドラッシュで財を成したEJ“ラッキー”ボールドウィン（サンタアニタ競馬場の創設者）によるこの申し出は丁重に断られた。真偽は定かではないが、ベルモントステークスの生みの親であり競馬会の重鎮だったオーガスト・ベルモントは4万ドルを提示したが、馬主はこれも断った。
対抗馬は単勝5倍のオーリコーマ（Auricoma）だったが、複勝ではオーリコーマが1.2倍で一番売れていた。（プロクターノットは1.4倍。）3番人気がジュニアチャンピオン3着のサルヴェイター（Salvator）で単勝7倍だった。オーガスト・ベルモントもフォレストキング（Forest King）を出したが、単勝41倍と低評価だった。
2度のフライングがあって、3回めのやり直しで競走が始まった。スタートで先頭に立ったのはオーガスト・ベルモントのフォレストキングだった。2番手にガーレン（Galen）、その後ろにオーリコーマ、プロクターノット、サルヴェイターが続き、あとは一団だった。しかし、最初の1ハロンでフォレストキングに代わってガーレンが先頭に出た。オーリコーマはいつの間にか脱落していった。しかしこれらの様子は、最後の直線前で待ち構えている大観衆には見えなかった。
大観衆に最初に見えたのは、コーナーを単騎先頭で曲がってくる、紫地に白袖の勝負服のガーレンの姿だった。ガーレンは大きく後続を離しているように見えた。しかし実際にはガーレンは大外を回ってきただけで、内ラチぴったりを回ってきたプロクターノットとサルヴェイターに対して半馬身しかリードがなかった。人気のオーリコーマの姿がなく、オーリコーマに賭けていた観衆からは悲鳴が上がった。
直線を向いて、大外のガーレンと内のプロクターノット、サルヴェイターは半馬身からクビの差で激しく争った。並んで叩き合いになったプロクターノットとサルヴェイターは2度3度と体をぶつけあった。最後に半馬身ほどプロクターノットが前に出て、うまくサルヴェイターの針路を遮った。1位プロクターノット、半馬身差の2位にサルヴェイター、1馬身遅れた3位にガーランが入線した。サルヴェイターのハミルトン騎手はプロクターノットによる進路妨害を申し立てたが却下された。この結果、プロクターノットのフューチュリティ優勝が決まり、この世代の2歳チャンピオンとなった。
こうして第1回フューチュリティは大盛況で終わったが、競走の結果そのものは、関係者を落胆させた。というのも、優勝馬のプロクターノットは騸馬（去勢馬）だったので、未来（フューチュリティ）の優秀な種牡馬や繁殖牝馬を見出すという企てが失敗したからである。
その後、3歳になってプロクターノットはケンタッキーダービーでハナ差の2着に敗れた。サルヴェイターは3歳時に8戦して7勝した。破った馬の中にはベルモントステークス優勝馬のエリック（Eric）もいて、サルヴェイターは1889年の年度代表馬に選出された。ただし、この年ただ1度の敗戦ではプロクターノットに先着を許している。サルヴェイターは1890年にも年度代表馬に選ばれ、種牡馬になると、フューチュリティステークス優勝のサヴェーブル（Savable）などを出した。サルヴェイターは後に競馬の殿堂入りを果たした。一方のプロクターノットは1891年に病死した。

#### 初期の開催
記念すべき第1回フューチュリティの開催よりも1年半前に遡る1887年3月には既に、1889年に予定されている第2回フューチュリティの詳細が発表されていた。815頭の登録があり、オーガスト・ベルモントは一人で28頭もエントリーしていたが、40頭や50頭を登録している馬主はザラにいて、たいていの生産者が半ダースから15頭ほどを登録していた。賞金の総額は75000ドルに達すると見積もられていた。
それから2年後の1889年9月4日のレイバーデイのシープスタッドベイ競馬場には23頭の若馬が集った。馬券が一番売れていたのはオーガスト・ベルモントのセイントカルロ（St.Carlo）で、西海岸のカリフォルニアからはキングトーマス（King Thomas)もやってきた。この年のゴール前は大混戦になって、勝ったのがどの馬か観客には全くわからなかったが、決勝審判はケイオス（Chaos）1着、セイントカルロ2着と判定した。進路妨害沙汰のあった前年のゴールが後味の悪いものだったのに対し、この年は1、2着の馬主はすんなりと結果を受け入れた。一説では、セイントカルロの騎手がブックメイカーと八百長を仕組み、ゴール寸前でわざと手綱を抑えたという。優勝賞金は6万3000ドルと言われている。
3回めのフューチュリティステークスは、オーガスト・ベルモントのポトマック（Potomac）が優勝して7万ドルの賞金を手にした。2着も同厩のマッシャー（Masher）で、3着にはジュニアチャンピオンステークス勝馬のストレイスミース（Strathmeath）が入った。

#### 2歳の年度代表馬の誕生
6回目の開催、1893年のフューチュリティステークスは、この競走が全米を代表する競走であることを決定的にした。この年はフューチュリティステークスの開催日にあたる8月29日に暴風雨が上陸して大変な天候になった。悪天候で外出を断念した人が多かったので、来場した観衆は8000人から多くても15000人と見積もられている。この日、単勝1.4倍の本命になったのが、シカゴでハイドパークステークスを圧勝してきた6戦無敗のドミノである。
きれいなスタートと共にタラール騎手はドミノを先頭に立たせたが、これをギャリリー（Galilee）が激しく突っつく展開になった。最初のコーナーを曲がると、ギャリリーがドミノを追い越して先頭に立ち、横からはドービンス（Dobbins）がドミノに被せてきて大本命馬を包囲した。有利な位置取りを求めて騎手たちの怒号が飛び交った。道中、ドミノの僚馬ハイデラバード（Hyder Abad）が落馬してドミノはこれを避けるために不利があった。直線を向くと、ドミノは外からギャリリーに並びかけようとするが、ドービンスが反対側から迫ってドミノをはさみこんだ。そのまま3頭が鼻面を合わせての激しい叩き合いになった。大観衆からはたいへんな叫び声が飛んだ。ドミノの馬主のジェームズRキーンだけは声も出せず、株の大暴落を見つめるウォール街の住人のように真っ青な顔をしていた、と当時のニューヨークタイムズは伝えている。最終的には、タラール騎手の素晴らしい騎乗によって、ドミノはハナ差で勝利をおさめた。悪天候にもかかわらず、走破タイムの1分12秒4/5は3/4マイルの新記録となった。2着にギャリリーが入ったが、ギャリリーの負担重量はドミノよりも15ポンド（約6.8キロ）少なかった。
総賞金の65000ドルあまりのうち、優勝したドミノの馬主には49715ドル、生産者のディキシアナ牧場には4000ドルが支払われた。2着馬には馬主に約5200ドル、生産者に2500ドル、3着馬は馬主に2666ドル、生産者に1000ドルがそれぞれ与えられた。ドミノの獲得賞金は14万ドルを越えた。ドミノには「アメリカでかつて生産された中で最も偉大な馬」という評価が与えられた驚いたことに、ドミノの馬主はこの勝利でも飽き足らず、フューチュリティのわずか2日後にドービンスに10000ドルを賭けてマッチレースを申し込んだ。ドミノは連戦で疲弊していつもの調子がなく、ドービンスを振りきれずに同着になった。ドミノはこの年、さらにメイトロンステークスに出たが、ここには強い相手がなく楽勝した。この年、ドミノが稼いだ賞金は17万ドルほどになって、2歳馬の獲得賞金記録となった。この記録は38年間破られなかった。ドミノはこの年のアメリカ年度代表馬に選出されたが、2歳馬が年度代表馬になるのは史上初だった。ドミノはわずか19頭の産駒を残して夭逝したが、その中からコマンドーが再び2歳で年度代表馬になり、その子コリンはフューチュリティステークスに勝って2歳で年度代表馬になった。。

### 競馬禁止法と開催地の変更
19世紀の終わり頃から、競馬に対する世間の風当たりは強まっていた。1908年にニューヨークのキリスト教保守層によって賭博を規制する法律（ハート・アグニュー法）が可決された。馬券の発売が大きく制限され、ニューヨーク州では1911年以降、すべての競馬場が閉鎖されることに決まった。シープスヘッドベイ競馬場は閉鎖されて売却されることになった。1910年のフューチュリティステークスは、サラトガ競馬場に場所を移してなんとか開催されたが、それ以降は開催されなかった。
1913年に規制が解除されることが決まり、フューチュリティステークスも再開されることになった。1913年と1914年はサラトガ競馬場で開催されたが、賞金は15000ドルほどまで下がっていた。1915年からはベルモントパーク競馬場に移転した。1960年代にはベルモント競馬場の建替えのため、しばしばアケダクト競馬場で行われた。賞金は10年かかって元の水準まで戻り、その後高騰して1929年には10万ドルを突破した。

### アメリカを代表する2歳戦として
賞金面では創設時より、2歳戦どころか「アメリカの代表的な競走」の一つだった。
2歳戦としては、創設の1888年から1899年までのあいだの12頭の優勝馬のうち8頭がその年のアメリカ2歳チャンピオンに選出されている。20世紀初頭はニューヨークでの競馬禁止、それに伴う賞金の低下によって価値を下げ、1901年から1920年までの20年間の勝馬からは5頭しか2歳チャンピオンに選ばれなかった。ただし、その中にはコリン、マンノウォーといったアメリカの歴史的名馬が含まれている。
その後、1920年代から1950年代半ばまでは、本競走の優勝馬がことごとく2歳チャンピオンに選出された。1923年のセントジェイムズ（St.James）から1954年のナシュア（Nashua）まで、32年間で21頭の優勝馬が2歳チャンピオンとなっている。この時代はアメリカの競馬の復興期で、2歳馬の価格もどんどん値上りした。第2次世界大戦でヨーロッパ競馬が荒廃したため、アメリカ競馬は一人勝ちの状態になり、戦後も10年間、名馬が次々と登場した。この時期の優勝馬には、三冠馬サイテーション、ブルーピーター（Blue Peter）、トムフール（Tom Fool）、ネイティヴダンサー（Native Dancer）などがいる。
1957年からは出生前の登録を出走要件としなくなったが、この頃からフューチュリティステークスよりも遅く行われるシャンペンステークスのほうが2歳チャンピオン選出に大きな役割を果たすようになった。1955年以降、ブリーダーズカップジュヴェナイル創設前年の1983年までの間で、フューチュリティステークスの優勝馬が2歳チャンピオンになったのは6頭しかいないが、1ヶ月後に同じ舞台で行われるシャンペンステークスからは16頭のチャンピオンが出ている。（このうちネヴァーベンド（Never Bend）、ボールドラッドUSA（Bold Lad）、トップナイト（Top Knight）の3頭は両競走を勝っている。）
とはいえ、アメリカの2歳戦としては最も重要な競走として認知されており、アメリカでグレード制が始まった1973年から最高格のG1に格付けされてきた。

### 新興勢力の登場とG2陥落

#### ハリウッドからの挑戦
2歳チャンピオン選出への影響力という意味では1980年代に創設された超高額賞金競走の影響が大きかった。アメリカの2歳戦は、春夏シーズンを中部や西部で行い、秋にベルモントパーク競馬場を中心としたニューヨーク地区へ戻ってきてその年のチャンピオンを決める、という流れだったのだが、資金の潤沢なハリウッドパーク競馬場は12月に新たな2歳戦としてハリウッドフューチュリティを創設した。一流の2歳馬を全米から集めるためにハリウッドパーク競馬場が用意した賞金は50万ドルで、これまで高額賞金で鳴らしてきたフューチュリティステークスの賞金が10万ドルだったので、フューチュリティステークスはすっかり霞んでしまった。
1982年の2歳戦は、東海岸で1頭の名馬が出現した。コウプラン（Copelan）はホープフルステークス、フューチュリティステークス、シャンペンステークスと、ニューヨーク地区の主要2歳G1を3連勝した。かつてセクレタリアートやアファームドですら成し遂げられなかった偉業で、シアトルスルー以来の無敗の2歳チャンピオンの誕生のはずだった。2歳チャンピオンどころか、年度代表馬の声もあがっていた。しかしコウプランは高額賞金を目指して12月のハリウッドフューチュリティに遠征し、5着に敗れてしまった。フリーハンデでは同じ126ポンドの評価だったが、この年の2歳チャンピオンはハリウッドフューチュリティを勝ったラヴィングボーイ（Roving Boy）になってしまった。
翌年にはハリウッドフューチュリティはG1格に認定され、賞金100万ドルになり、アメリカで最も賞金の高い競走となった。もちろん2歳戦として賞金が100万ドルとなる競走も史上初である。一方、フューチュリティステークスは賞金10万ドルのままだった。

#### ブリーダーズカップの登場
さらに次の1984年には、ブリーダーズカップ（以下「BC」）が創設された。このイベントは、フューチュリティステークスが創設時に行ったのと似たような方法で、たいへんな高額賞金を実現した新しいタイプの競走だった。フューチュリティステークスが「妊娠中の牝馬」の所有者から登録料を集めたのに対し、BCは種馬の所有者から登録料を集めることを思いついたのだった。全米の種牡馬の種付け料1回分を集めた結果、イベントの賞金総額は1300万ドルにも膨れ上がった。7つの大レースからなるこのイベントは西海岸のハリウッドパーク競馬場で行われ、2歳チャンピオン決定戦のBCジュヴェナイルは賞金100万ドルで行われた。この年、フューチュリティステークスではスペクタキュラーラヴ（Spectaculer Love）がチーフズクラウン（Chief's Crown）を1馬身差で下して優勝したが、BCジュヴェナイルではチーフズクラウンが1番人気で勝ち、2番人気のスペクタキュラーラヴは8着に沈んだ。2歳チャンピオンにはチーフズクラウンが選ばれた。
BC創設の影響は明白で、あちこちで従来の主要競走の価値の低下が見られた。主要な競走の中にも、これまでの開催スケジュールを改め、BCに合わせた日程に変更する競走が出たが、結果として同じ日に同じような条件の一流競走が重複することになり、出走馬が分散してレベルの低下が見られるようになった。シャンペンステークスのように、影響があまりにも顕著だったため、たった1年で慌てて条件を元に戻した例もあった。
1984年以降、2013年までの30年間で、フューチュリティステークスの優勝馬が2歳チャンピオンになったのは、2頭しかいない。この2頭は1987年のフォーティナイナー（Forty Niner）と1995年のマリアズモン（Maria's Mon）で、両馬ともフューチュリティステークスとシャンペンステークスを勝った馬である。一方、この30年間で、BCジュヴェナイルの優勝馬が2歳チャンピオンになったのは22回である。

#### フューチュリティとブリーダーズカップ
フューチュリティステークス優勝馬の、その年のBCジュヴェナイルでの着順は次のようになる（創設以来20年間）。
| 年次 | フューチュリティS優勝馬 | ブリーダーズカップでの成績 | 備考                                   |
| ---- | ----------------------- | -------------------------- | -------------------------------------- |
| 1984 | Spectacular Love        | 2番人気で8着。             |                                        |
| 1985 | Ogygian                 | 不出走                     |                                        |
| 1986 | Gulch                   | 2番人気で5着。             |                                        |
| 1987 | Forty Niner             | 不出走                     | シャンペンSに勝ち、2歳チャンピオン選出 |
| 1988 | Trapp Mountain          | 不出走                     |                                        |
| 1989 | Senor Pete              | 不出走                     |                                        |
| 1990 | Eastern Echo            | 不出走                     |                                        |
| 1991 | Agincourt               | 13番人気で5着。            |                                        |
| 1992 | Strolling Along         | 5番人気で8着。             |                                        |
| 1993 | Holy Bull               | 不出走                     |                                        |
| 1994 | Montreal Red            | 不出走                     |                                        |
| 1995 | Maria's Mon             | 不出走                     | シャンペンSに勝ち、2歳チャンピオン選出 |
| 1996 | Traitor                 | 不出走                     |                                        |
| 1997 | Grand Slam              | 2番人気で競走中止。        |                                        |
| 1998 | Lemon Drop Kid          | 4番人気で5着。             |                                        |
| 1999 | Bevo                    | 不出走                     |                                        |
| 2000 | Burning Roma            | 11番人気で4着。            |                                        |
| 2001 | 中止                    |                            |                                        |
| 2002 | Whywhywhy               | 1番人気で10着（最下位）    |                                        |
| 2003 | Cuvee                   | 1番人気で12着（最下位）    |                                        |

#### G2降格
BC創設初年度にスペクタキュラーラヴがBCジュヴェナイルで大敗した後も、フューチュリティステークス優勝馬がBCジュヴェナイルで好走した例はない。フューチュリティステークスを開催するニューヨークからみて地元開催である年度でも、フューチュリティステークスの優勝馬がBCジュヴェナイルに出走しないケースが多かった。特に2002年、2003年は2年連続でフューチュリティステークス優勝馬がBCジュヴェナイルで本命視されながら最下位に終わるという有様で、翌年にはとうとうフューチュリティステークスはG2に格下げされてしまった。一般には「BCジュヴェナイルの重要な前哨戦」とされながらも、創設以来2013年まで、フューチュリティステークス勝馬からBCはジュヴェナイル優勝馬は出ていない。2013年までのBCはジュヴェナイル優勝馬のなかで、フューチュリティSに出走したことがあるものは前述のチーフズクラウン（フューチュリティS2着）ただ1頭だけである。

## 各回の結果
馬名に＊を付したものは日本輸入馬。
| 年   | 開催地             | 距離                | メートル換算 | 格付 | 勝馬                 | 備考                |
| ---- | ------------------ | ------------------- | ------------ | ---- | -------------------- | ------------------- |
| 1888 | シープスヘッドベイ | 3/4マイル           | 約1207       |      | Proctor Knott        | 2歳チャンピオン選出 |
| 1889 | シープスヘッドベイ | 3/4マイル           | 約1207       |      | Chaos                |                     |
| 1890 | シープスヘッドベイ | 3/4マイル           | 約1207       |      | Potomac              | 2歳チャンピオン選出 |
| 1891 | シープスヘッドベイ | 3/4マイル           | 約1207       |      | His Highness         | 2歳チャンピオン選出 |
| 1892 | シープスヘッドベイ | 1263ヤード1フィート | 約1155       |      | Morello              | 2歳チャンピオン選出 |
| 1893 | シープスヘッドベイ | 1263ヤード1フィート | 約1155       |      | ドミノ               | 2歳チャンピオン選出 |
| 1894 | シープスヘッドベイ | 1263ヤード1フィート | 約1155       |      | The Butterflies      |                     |
| 1895 | シープスヘッドベイ | 1263ヤード1フィート | 約1155       |      | Requital             | 2歳チャンピオン選出 |
| 1896 | シープスヘッドベイ | 1263ヤード1フィート | 約1155       |      | Ogden                | 2歳チャンピオン選出 |
| 1897 | シープスヘッドベイ | 1263ヤード1フィート | 約1155       |      | L'Alouette           |                     |
| 1898 | シープスヘッドベイ | 1263ヤード1フィート | 約1155       |      | Martimas             |                     |
| 1899 | シープスヘッドベイ | 1263ヤード1フィート | 約1155       |      | Chacornac            | 2歳チャンピオン選出 |
| 1900 | シープスヘッドベイ | 1263ヤード1フィート | 約1155       |      | Ballyhoo Bey         |                     |
| 1901 | シープスヘッドベイ | 1263ヤード1フィート | 約1155       |      | Yankee               |                     |
| 1902 | シープスヘッドベイ | 3/4マイル           | 約1207       |      | Savable              |                     |
| 1903 | シープスヘッドベイ | 3/4マイル           | 約1207       |      | Hamburg Belle        |                     |
| 1904 | シープスヘッドベイ | 3/4マイル           | 約1207       |      | アートフル           |                     |
| 1905 | シープスヘッドベイ | 3/4マイル           | 約1207       |      | Ormondale            |                     |
| 1906 | シープスヘッドベイ | 3/4マイル           | 約1207       |      | Electioneer          |                     |
| 1907 | シープスヘッドベイ | 3/4マイル           | 約1207       |      | コリン               | 2歳チャンピオン選出 |
| 1908 | シープスヘッドベイ | 3/4マイル           | 約1207       |      | Maskette             |                     |
| 1909 | シープスヘッドベイ | 3/4マイル           | 約1207       |      | スウィープ           | 2歳チャンピオン選出 |
| 1910 | サラトガ           | 3/4マイル           | 約1207       |      | Novelty              | 2歳チャンピオン選出 |
| 1911 | －                 | －                  |              |      | 開催なし             |                     |
| 1912 | －                 | －                  |              |      | 開催なし             |                     |
| 1913 | サラトガ           | 3/4マイル           | 約1207       |      | Pennant              |                     |
| 1914 | サラトガ           | 3/4マイル           | 約1207       |      | Trojan               |                     |
| 1915 | ベルモント         | 3/4マイル           | 約1207       |      | Thunderer            |                     |
| 1916 | ベルモント         | 3/4マイル           | 約1207       |      | Campfire             | 2歳チャンピオン選出 |
| 1917 | ベルモント         | 3/4マイル           | 約1207       |      | Papp                 |                     |
| 1918 | ベルモント         | 3/4マイル           | 約1207       |      | Dunboyne             |                     |
| 1919 | ベルモント         | 3/4マイル           | 約1207       |      | マンノウォー         | 2歳チャンピオン選出 |
| 1920 | ベルモント         | 3/4マイル           | 約1207       |      | Step Lightly         |                     |
| 1921 | ベルモント         | 3/4マイル           | 約1207       |      | Bunting              |                     |
| 1922 | ベルモント         | 3/4マイル           | 約1207       |      | Sally's Alley        |                     |
| 1923 | ベルモント         | 3/4マイル           | 約1207       |      | St. James            | 2歳チャンピオン選出 |
| 1924 | ベルモント         | 3/4マイル           | 約1207       |      | Mother Goose         |                     |
| 1925 | ベルモント         | 7/8マイル           | 約1408       |      | Pompey               | 2歳チャンピオン選出 |
| 1926 | ベルモント         | 7/8マイル           | 約1408       |      | Scapa Flow           | 2歳チャンピオン選出 |
| 1927 | ベルモント         | 7/8マイル           | 約1408       |      | Anita Peabody        |                     |
| 1928 | ベルモント         | 7/8マイル           | 約1408       |      | High Strung          | 2歳チャンピオン選出 |
| 1929 | ベルモント         | 7/8マイル           | 約1408       |      | Whichone             | 2歳チャンピオン選出 |
| 1930 | ベルモント         | 7/8マイル           | 約1408       |      | Jamestown            | 2歳チャンピオン選出 |
| 1931 | ベルモント         | 7/8マイル           | 約1408       |      | トップフライト       |                     |
| 1932 | ベルモント         | 7/8マイル           | 約1408       |      | Kerry Patch          |                     |
| 1933 | ベルモント         | 7/8マイル           | 約1408       |      | Singing Wood         |                     |
| 1934 | ベルモント         | 13/16マイル         | 約1308       |      | Chance Sun           |                     |
| 1935 | ベルモント         | 13/16マイル         | 約1308       |      | Tintagel             | 2歳チャンピオン選出 |
| 1936 | ベルモント         | 13/16マイル         | 約1308       |      | Pompoon              | 2歳チャンピオン選出 |
| 1937 | ベルモント         | 13/16マイル         | 約1308       |      | メノウ               | 2歳チャンピオン選出 |
| 1938 | ベルモント         | 13/16マイル         | 約1308       |      | Porter's Mite        |                     |
| 1939 | ベルモント         | 13/16マイル         | 約1308       |      | バイムレック         | 2歳チャンピオン選出 |
| 1940 | ベルモント         | 13/16マイル         | 約1308       |      | Our Boots            | 2歳チャンピオン選出 |
| 1941 | ベルモント         | 13/16マイル         | 約1308       |      | Some Chance          |                     |
| 1942 | ベルモント         | 13/16マイル         | 約1308       |      | Occupation           |                     |
| 1943 | ベルモント         | 13/16マイル         | 約1308       |      | Occupy               | 2歳チャンピオン選出 |
| 1944 | ベルモント         | 13/16マイル         | 約1308       |      | Pavot                | 2歳チャンピオン選出 |
| 1945 | ベルモント         | 13/16マイル         | 約1308       |      | Star Pilot           | 2歳チャンピオン選出 |
| 1946 | ベルモント         | 13/16マイル         | 約1308       |      | First Flight         |                     |
| 1947 | ベルモント         | 13/16マイル         | 約1308       |      | サイテーション       | 2歳チャンピオン選出 |
| 1948 | ベルモント         | 13/16マイル         | 約1308       |      | Blue Peter           | 2歳チャンピオン選出 |
| 1949 | ベルモント         | 13/16マイル         | 約1308       |      | Guillotine           |                     |
| 1950 | ベルモント         | 13/16マイル         | 約1308       |      | Battlefield          | 2歳チャンピオン選出 |
| 1951 | ベルモント         | 13/16マイル         | 約1308       |      | トムフール           | 2歳チャンピオン選出 |
| 1952 | ベルモント         | 13/16マイル         | 約1308       |      | ネイティヴダンサー   | 2歳チャンピオン選出 |
| 1953 | ベルモント         | 13/16マイル         | 約1308       |      | Porterhouse          | 2歳チャンピオン選出 |
| 1954 | ベルモント         | 13/16マイル         | 約1308       |      | ナシュア             | 2歳チャンピオン選出 |
| 1955 | ベルモント         | 13/16マイル         | 約1308       |      | Nail                 |                     |
| 1956 | ベルモント         | 13/16マイル         | 約1308       |      | ボールドルーラー     |                     |
| 1957 | ベルモント         | 13/16マイル         | 約1308       |      | Jester               |                     |
| 1958 | ベルモント         | 13/16マイル         | 約1308       |      | インテンショナリー   |                     |
| 1959 | アケダクト         | 13/16マイル         | 約1308       |      | Weatherwise          |                     |
| 1960 | アケダクト         | 13/16マイル         | 約1308       |      | Little Tumbler       |                     |
| 1961 | ベルモント         | 13/16マイル         | 約1308       |      | Cyane                |                     |
| 1962 | アケダクト         | 13/16マイル         | 約1308       |      | ネヴァーベンド       | 2歳チャンピオン選出 |
| 1963 | アケダクト         | 13/16マイル         | 約1308       |      | Bupers               |                     |
| 1964 | アケダクト         | 13/16マイル         | 約1308       |      | *ボールドラッド      | 2歳チャンピオン選出 |
| 1965 | アケダクト         | 13/16マイル         | 約1308       |      | Priceless Gem        |                     |
| 1966 | アケダクト         | 13/16マイル         | 約1308       |      | Bold Hour            |                     |
| 1967 | アケダクト         | 13/16マイル         | 約1308       |      | Captain's Gig        |                     |
| 1968 | ベルモント         | 13/16マイル         | 約1308       |      | Top Knight           | 2歳チャンピオン選出 |
| 1969 | ベルモント         | 13/16マイル         | 約1308       |      | High Echelon         |                     |
| 1970 | ベルモント         | 13/16マイル         | 約1308       |      | Salem                |                     |
| 1971 | ベルモント         | 13/16マイル         | 約1308       |      | リヴァリッジ         |                     |
| 1972 | ベルモント         | 13/16マイル         | 約1308       |      | セクレタリアト       | 2歳チャンピオン選出 |
| 1973 | ベルモント         | 13/16マイル         | 約1308       | G1   | Wedge Shot           |                     |
| 1974 | ベルモント         | 13/16マイル         | 約1308       | G1   | Just The Time        |                     |
| 1975 | ベルモント         | 13/16マイル         | 約1308       | G1   | Soy Numero Uno       |                     |
| 1976 | ベルモント         | 7/8マイル           | 約1408       | G1   | For The Moment       |                     |
| 1977 | ベルモント         | 7/8マイル           | 約1408       | G1   | アファームド         | 2歳チャンピオン選出 |
| 1978 | ベルモント         | 7/8マイル           | 約1408       | G1   | Crest Of The Wave    |                     |
| 1979 | ベルモント         | 7/8マイル           | 約1408       | G1   | Rockhill Native      | 2歳チャンピオン選出 |
| 1980 | ベルモント         | 7/8マイル           | 約1408       | G1   | Tap Shoes            |                     |
| 1981 | ベルモント         | 7/8マイル           | 約1408       | G1   | Irish Martini        |                     |
| 1982 | ベルモント         | 7/8マイル           | 約1408       | G1   | Copelan              |                     |
| 1983 | ベルモント         | 7/8マイル           | 約1408       | G1   | Swale (horse)        |                     |
| 1984 | ベルモント         | 7/8マイル           | 約1408       | G1   | Spectacular Love     |                     |
| 1985 | ベルモント         | 7/8マイル           | 約1408       | G1   | ＊オジジアン         |                     |
| 1986 | ベルモント         | 7/8マイル           | 約1408       | G1   | ガルチ               |                     |
| 1987 | ベルモント         | 7/8マイル           | 約1408       | G1   | ＊フォーティナイナー | 2歳チャンピオン選出 |
| 1988 | ベルモント         | 7/8マイル           | 約1408       | G1   | Trapp Mountain       |                     |
| 1989 | ベルモント         | 7/8マイル           | 約1408       | G1   | Senor Pete           |                     |
| 1990 | ベルモント         | 7/8マイル           | 約1408       | G1   | Eastern Echo         |                     |
| 1991 | ベルモント         | 7/8マイル           | 約1408       | G1   | Agincourt            |                     |
| 1992 | ベルモント         | 7/8マイル           | 約1408       | G1   | Strolling Along      |                     |
| 1993 | ベルモント         | 7/8マイル           | 約1408       | G1   | ホーリーブル         |                     |
| 1994 | ベルモント         | 1マイル             | 約1609       | G1   | Montreal Red         |                     |
| 1995 | ベルモント         | 1マイル             | 約1609       | G1   | マライアズモン       | 2歳チャンピオン選出 |
| 1996 | ベルモント         | 1マイル             | 約1609       | G1   | Traitor              |                     |
| 1997 | ベルモント         | 1マイル             | 約1609       | G1   | グランドスラム       |                     |
| 1998 | ベルモント         | 1マイル             | 約1609       | G1   | レモンドロップキッド |                     |
| 1999 | ベルモント         | 1マイル             | 約1609       | G1   | Bevo                 |                     |
| 2000 | ベルモント         | 1マイル             | 約1609       | G1   | Burning Roma         |                     |
| 2001 | －                 | －                  | －           | －   | 開催中止             |                     |
| 2002 | ベルモント         | 1マイル             | 約1609       | G1   | Whywhywhy            |                     |
| 2003 | ベルモント         | 1マイル             | 約1609       | G1   | Cuvee                |                     |
| 2004 | ベルモント         | 1マイル             | 約1609       | G2   | Park Avenue Ball     |                     |
| 2005 | ベルモント         | 1マイル             | 約1609       | G2   | Private Vow          |                     |
| 2006 | ベルモント         | 1マイル             | 約1609       | G2   | King of the Roxy     |                     |
| 2007 | ベルモント         | 1マイル             | 約1609       | G2   | Tale of Ekati        |                     |
| 2008 | ベルモント         | 7/8マイル           | 約1408       | G2   | Charitable Man       |                     |
| 2009 | ベルモント         | 3/4マイル           | 約1207       | G2   | D' Funnybone         |                     |
| 2010 | －                 | －                  | －           | －   | 開催中止             |                     |
| 2011 | ベルモント         | 3/4マイル           | 約1207       | G2   | Jack's in the Deck   |                     |
| 2012 | ベルモント         | 3/4マイル           | 約1207       | G2   | Overanalyze          |                     |
| 2013 | ベルモント         | 3/4マイル           | 約1207       | G2   | In Trouble           |                     |
| 2014 | ベルモント         | 3/4マイル           | 約1207       | G2   | Blofeld              |                     |
| 2015 | ベルモント         | 3/4マイル           | 約1207       | G2   | Annual Report        |                     |
| 2016 | ベルモント         | 3/4マイル           | 約1207       | G3   | Theory               |                     |
| 2017 | ベルモント         | 3/4マイル           | 約1207       | G3   | Engage               |                     |
| 2018 | ベルモント         | 3/4マイル           | 約1207       | LR   | Uncle Benny          |                     |
| 2019 | ベルモント         | 3/4マイル           | 約1207       | G3   | Four Wheel Drive     |                     |
| 2020 | ベルモント         | 3/4マイル           | 約1207       | G3   | Second of July       |                     |
| 2021 | ベルモント         | 3/4マイル           | 約1207       | G3   | Slipstream           |                     |
| 2022 | アケダクト         | 3/4マイル           | 約1207       | G3   | Nagirroc             |                     |
| 2023 | アケダクト         | 3/4マイル           | 約1207       | G3   | Book'em Danno        |                     |
| 2024 | アケダクト         | 3/4マイル           | 約1207       | G3   | Mentee               |                     |

- 2001年は、5日前に起きたアメリカ同時多発テロ事件のため開催されなかった。